# Комштиця
Комшти́ця (болг. Комщица) — село в Софійській області Болгарії. Входить до складу общини Годеч.

## Населення
Станом на вересень 2021 року населення складало 68 осіб.
За даними перепису населення 2011 року у селі проживали 86 осіб, усі — болгари.
Розподіл населення за віком у 2011 році:
Динаміка населення: